# Podemos Melilla
Podemos Melilla es la organización de Podemos en la ciudad autónoma de Melilla.

## Organización
La organización del partido surge de los documentos aprobados en la tercera Asamblea Ciudadana Estatal de Podemos, también conocida como Vistalegre III, en 2020. Consta de:
- Asamblea Ciudadana Autonómica.
- Consejo Ciudadano Autonómico.
- Coordinación Autonómica.
- Consejo de Coordinación Autonómico.
- Comisión de Garantías Democráticas Autonómica.

Además, la representatividad de los círculos (base de la militancia del partido) se da a través del consejo de círculos, la red de círculos o su presencia en el Consejo Ciudadano Autonómico.

## Resultados electorales

### Congreso de los Diputados
| Congreso de los Diputados |                |         |    |          |       |        |           |
| Elecciones                | Candidatura    | Escaños | ±  | Posición | Votos | %      | Candidato |
| 2015                      | Podemos        | 0/1     | ±0 | 4a       | 3.206 | 11,44% |           |
| 2016                      | Unidos Podemos | 0/1     | ±0 | 4a       | 2.638 | 9,77%  |           |
| 2019 I                    | Unidas Podemos | 0/1     | ±0 | 6a       | 1.290 | 3,82%  |           |
| 2019 II                   | Unidas Podemos | 0/1     | ±0 | 6a       | 809   | 2,63%  |           |

### Asamblea de Melilla
| Asamblea de Melilla |         |    |          |       |       |               |              |
| Elecciones          | Escaños | ±  | Posición | Votos | %     | Gobierno      | Candidato    |
| 2015                | 0/25    | ±0 | 6a       | 829   | 2,60% | PP            | Gema Aguilar |
| 2019                | 0/25    | ±0 | 6a       | 408   | 1,19% | Independiente | Gema Aguilar |